# Peter Rosegger
Peter Rosegger (ur. 31 lipca 1843 w Alpl, Austria; zm. 26 czerwca 1918 w Krieglach) – pisarz austriacki.

## Dzieła

### Wiersze
- Zither und Hackbrett (1870)
- Mein Lied (1911)

### Powieści
- Heidepeters Gabriel (1882)
- Der Gottsucher (1883)
- Jakob der letzte (1888)
- Peter Mayer, Der Wirt an der Mahr (1891)
- Das ewige Licht (1897)
- Erdsegen (1900)
- Inri (1905)
- Die Försterbuben (1907)
- Die beiden Hänse (1911)

### Opowiadania
- Geschichten aus Steiermark (1871)
- Geschichten aus den Alpen (1873)
- Streit und Sieg (1876)
- Mann und Weib, Liebesgeschichten (1879)
- Allerhand Leute (1888)
- Der Schelm aus den Alpen (1890)
- Durch! (1897)
- Als ich noch ein Waldbauernbub war (1902)
- Wildlinge (1906)
- Lasset uns von Liebe reden (1909)